# Laser argonowy

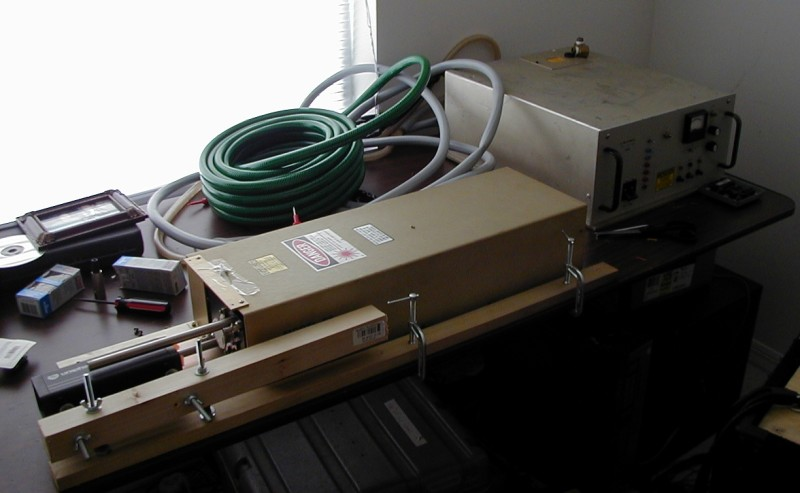
Laser argonowy (pośrodku) wraz z zasilaczem (po prawej)

Laser argonowy – rodzaj jonowego lasera gazowego, w którym cząstkami aktywnymi są jony argonu Ar+. 
Laser ten emituje na kilku długościach fal w zakresie światła widzialnego i ultrafioletu: 351 nm, 454,6 nm, 457,9 nm, 465,8 nm, 476,5 nm, 488,0 nm, 496,5 nm, 501,7 nm, 514,5 nm, 528,7 nm.

## Zastosowania
Laser argonowy znajduje zastosowanie 
- w medycynie między innymi w: fototerapii siatkówki, usuwaniu (fotokoagulacji) zmian naczyniowych skóry (naczyniaków, teleangiektazji) i korygowaniu blizn przerostowych
- w stomatologii do utwardzania wypełnień
- w cytometrii przepływowej
- w kosmetyce - usuwanie rozszerzonych naczynek, przebarwień, piegów itp.
- w litografii
- w spektroskopii ramanowskiej
- do pompowania innych laserów (np. barwnikowych)
- w pracach badawczych